# هایلند ایکرس (دلاویر)
هایلند ایکرس (به انگلیسی: Highland Acres) یک منطقهٔ مسکونی در ایالات متحده آمریکا است که در شهرستان کنت، دلاویر واقع شده‌است. هایلند ایکرس ۴٫۲ کیلومتر مربع مساحت و ۳٬۴۵۹ نفر جمعیت دارد و ۱۴٫۰۲ متر بالاتر از سطح دریا قرار دارد.